# Croatia Open Umag 2004
Il Croatia Open Umag 2004 è stato un torneo di tennis giocato sulla terra rossa. È stata la 15ª edizione del Croatia Open Umag, che fa parte della categoria International Series nell'ambito dell'ATP Tour 2004. Si è giocato all'International Tennis Center di Umago, Croazia, dal 19 al 25 luglio 2004.

## Campioni

### Singolare
Guillermo Cañas ha battuto in finale  Filippo Volandri con il punteggio di 7–5, 6–3

### Doppio
José Acasuso /  Flávio Saretta hanno battuto in finale  Jaroslav Levinský /  David Škoch con il punteggio di 4–6, 6–2, 6–4